# Стоїцизм
Стоїци́зм — вчення однієї з найвпливовіших філософських шкіл античності, заснованої близько 300 р. до н. е. Своє ім'я школа отримала від назви портика Стоя Пойкіле (грец. στοά ποικίλη, букв. «розписний портик», «розписна стоя»), де засновник стоїцизму, Зенон із Кітіона, вперше виступив як самостійний учитель. Стоїки вважали логіку, фізику та етику частинами філософії. Найвідомішим є їхнє порівняння філософії з фруктовим садом, де логіка — садова огорожа, фізика — фруктове (фруктові) дерево (дерева), а етика — плоди дерева, тобто результат, що базується на певних (зумовлено-визначених) принципах і обмежений певними рамками.
Стоїцизм був впливовим філософським напрямком від епохи раннього еллінізму аж до кінця античного світу. Свій вплив ця школа залишила і на подальші філософські епохи.
У межах стоїцизму встановлюється розрізнення трьох основних галузей філософського знання: вчення про природу (фізика), вчення про пізнання та мислення (логіка) і вчення про належне життя (етика). Світ в стоїцизмі розглядали як організоване ціле, пройняте животворним логосом, який виступає іманентною породжувальною силою і законом, що скеровує світовий розвиток. Останній мислиться як циклічний процес із періодичними спалахами світового вогню, виявленнями творчого Бога-Логоса. Душу людини розглядали як частину світової душі; після смерті вона відділяється від тіла і втрачає особистісні ознаки. Через прилученість усіх людей до Логоса вони є громадянами єдиної світової держави — «космополісу». Але вони мають брати участь і в громадському житті реальних держав — якщо тільки це не змушує їх до аморальних вчинків. За неможливості жити й діяти розумно і морально вважається виправданим самогубство. Головною метою людини проголошується доброчесне життя у згоді з природою, Логосом. Ідеал стоїцизму — мудрець, що досяг душевної незворушності (атараксії) і завжди діє у згоді із природним законом, відповідно до накреслень долі. Надалі поняттям «стоїцизм» стали позначати моральну позицію, котра передбачає витриманість, стійкість, суворе дотримання моральних вимог, незалежно від сподівань на винагороду (щастя), гідну поведінку за будь-яких обставин.
Стоїцизм має шестивікову історію, він виник в трагічний для греків період розпаду поліса. Стоїцизм, поєднуючи принципи філософів різних течій, сформував своє зібране вчення, яке нагадувало за формою релігію, тільки без Бога, тому система цінностей стоїків легко увійшла до моделі нової релігії. Гімн моральному образу думок та вчинків, проголошений Стоєю, декларував те, що людина лише тоді отримає щастя, коли шануватиме доброчесність. Завдяки християнству ідеї стоїків проникли й в філософію Нового часу. Ідеї стоїків про свободу, загальне благо та цінності людської особистості, звучать по-сучасному. 
Через слабку вивченість епохи еллінізму була поширена думка про філософію цього періоду як про занепалу та еклектичну. Новіші праці з історії епохи еллінізму відтулили завісу і дозволили говорити про цей час, як про дуже складний, але й не менш цікавий, якому характерний багатогранний розвиток економіки та культури.

## Періодизація стоїцизму
- Стародавня Стоя: III—II століття до н. е. Засновником школи вважають Зенона з Кітіона (бл. 336—264 рр. до н. е.). Найвідомішими його учнями були Клеанф (пом. бл. 232 р. до н. е.), Хрісіпп (бл. 281—208 рр. до н. е.) та Персей (бл. 307—243 рр. до н. е.).

- Середня Стоя: II—I століття до н. е. Основні представники цього періоду — Панетій (бл. 180—110 рр. до н. е.) і Посідоній (бл. 135—51 рр. до н. е.). Завдяки їм стоїчні ідеї було перенесено до Риму, первинний етичний ригоризм суттєво пом'якшено. Деякі зміни у певних стоїчних доктринах. Імпорт стоїцизму до Риму.

- Пізня Стоя: I—II століття н. е. Основні представники періоду — Сенека (4—65 рр. н. е.), Музоній Руф, Епіктет (50—138 рр. н. е.), Марк Аврелій (121—180 рр. н. е.). Це період римського розвитку філософії стоїцизму. Головними питаннями, які розглядали філософи Пізньої Стої, є проблеми етики, зокрема питання незалежності від умов життя. На цей час до стоїцизму починають ставитися як до свого роду популярної філософії.

Стоїки дотримувалися поглядів епікурейців. Вони уявляли Космос як першооснову усього живого на світі. Вони вважали, що якщо їхня увага не буде спрямована на богів, то вони самі зможуть наблизитися до них і в певному значенні самі ними стати.

## Основні догмати і тези стоїчної філософії
У час Платона та Арістотеля філософія піднялася на такий високий рівень, що після них, здавалося б, вона була приречена на застій. Обов'язковою для філософа стала дисципліна, не стало відлюдників, навпаки, існували добре організовані школи зі своїми традиціями, керівниками (сколархами) і, закономірно, єретиками.
Афіни в цей час залишались найбільшим центром філософської думки, де знаходились найвідоміші школи, формувались нові теорії. Саме до Афін прибув майбутній засновник стоїцизму Зенон (336—264 рр. до н. е.), з міста Кітион, що на Кіпрі. Існує версія, що Зенон потрапив до Афін через те, що корабель, на якому він плив, зазнав аварії. Можливо це не найвірогідніша версія, зате символічна: зацікавлення філософією та перетворення на стоїка — як результат корабельної аварії. Заглиблення людини у філософію починається дуже часто через кардинальні зміни у її житті, які змушують задуматись над певними речами.
Отже, прибувши до Афін, Зенон зайшов до книгарні й там, читаючи «Меморабілії» («Спогади про Сократа») Ксенофонта, він настільки ними захопився, що негайно запитав продавця, де можна знайти таких людей. Випадково повз книгарню проходив в цей час кінік Кратет (учень Діогена). «Ось за ним і йди!» — відповів на запитання Зенона продавець. І відтоді Зенон став учнем кініка Кратета.
«Батьківщина моя, — казав Кратет, — це Безчестя та Підлість, які непідвладні Вдачі, і земляк мій — недосяжний для заздрощів Діоген». Філософією ж, вчив він, потрібно займатись доти, доки не зрозумієш, що немає жодної різниці між вождем війська і пастухом, що пасе віслюків. Ця ідея рівності всіх людей увійде врешті-решт у «золотий фонд» ідей стоїцизму, і тому не випадково серед стоїків у майбутньому зустрічалися й імператор, і колишній фригійський раб.
Зенон в момент зустрічі з Кратетом був дорослий, йому виповнилось тридцять років і зовні він зовсім не був красенем: з кривою шиєю, худий, досить високий, зі смаглявою шкірою (за що його прозвали «єгипетською лозою»), з товстими ногами, незграбний та слабкий. Він був відлюдкуватим і сором'язливим. Одного разу він звернувся до оракула із запитанням, як йому необхідно жити, і той відповів: «Візьми приклад з покійників». Зенон зрозумів, що це значить, і став читати стародавніх письменників. Через свою сором'язливість Зенон не зовсім підходив для кінічної безсоромності, яка буквально полягала в «собачому» способі життя, нехтуванні законами та матеріальними благами. Тому він почав викладати власне вчення в Розписній Стої. Тут за часів Тридцятьох тиранів було вбито приблизно півтори тисячі афінських громадян, і відтоді цього місця всі намагались уникати. Коли ж тут почав викладати Зенон, люди знову почали приходити сюди, щоб послухати його. Дуже скоро з-поміж слухачів виділились особливо уважні та віддані «учні» — вони й отримали згодом назву «стоїків».
Для стоїків буттям є лише те, що діє і підлягає дії, а діяти й підлягати дії можуть тільки тіла. Отже, тільки вони є буттям. З цього слідує, що душі, якщо вони існують, — тілесні. Мало того, не тільки речі, але й властивості речей — тілесні: тілесні — чесноти, боги. Стоїки заперечували те, що існує щось нематеріальне, духовне, чи ідеальне буття, тобто вони були матеріалістами. Що нематеріальне — те є небуттям: порожнеча, простір та час. Вони погоджувались, що предметом абстрактних понять є не матеріальні речі, а відірвані узагальнення, але й заперечували те, що предметом загальних понять є дійсне буття. Ці поняття були для них витворами мови, які не мають відповідників насправді. Внаслідок свого матеріалізму стоїки займали ту позицію, яка пізніше називалася номіналізмом.
Стоїки виходять з двох принципів буття: «пасивного» і «активного», ототожнюючи перший з матерією, а другий з формою і відстоюючи їх неподільність. Форма — це божественний розум, Логос, Бог. Пасивний принцип — це матерія; принцип активний — це розум в матерії, тобто Бог.
Форма була для стоїків матерією, але витонченішою, аніж звичайна. Вони уявляли її собі на подобу вогню і повітря, подібного до теплого повітря, подиху і називали її «пневма», тобто подих. Вона наскрізь пронизує пасивну матерію, наче вогонь розплавлене залізо, а пронизуючи, формує її, складає «властивості» мертвих речей, «природу» рослин, «душу» тварин, «розум» людини. Тому мертві предмети по суті своїй не відрізняються від душ, а розумні особи — від нерозумних, оскільки пневма однакова всюди, немає різних родів тіл, є тільки різні ступені напруження пневми. Усяка матерія має в собі джерело руху та життя. Отже, концепція світу у стоїків була динамічною.
Стоїки також розробили так звану «теорію вічного повернення». Вони вважали, що коли скінчиться час, відбудеться світова пожежа, у вогні якої згорить космос, світ очиститься, залишиться лише вогонь. На попелі народиться новий світ («palingenesia»), усе повториться спочатку («apocatastasis»). Будь-яка людина знову народиться на землі й буде такою ж, як у попередньому житті. Але оскільки всесвіт розумний і доцільний, запліднений Логосом, то мусить існувати якась мета його перетворень.
У розумінні стоїків природа — розумна, гармонійна, божественна. Отже, найвища досконалість для людини — пристосуватися до цієї загальної гармонії. Життя повинне бути передусім узгоджене з природою самої людини, але тоді воно буде водночас узгоджене з природою взагалі, бо природою править один закон, що не виключає людину. У цьому узгодженому житті й полягає чеснота. Жити доброчесно і жити згідно з природою — це одне й теж саме. Життя, згідне з природою, є водночас згідним з розумом. З цього огляду розум був для стоїків мірою поведінки, адже він править не лише людиною, але й цілим космосом, а, значить, він становить зв'язок між людиною та космосом, між людською чеснотою і законом природи.
З огляду на вищевказане потрібно розглянути поняття «апатії» у філософії стоїків. Вони його розглядали як сукупність таких рис: душевна непорушність, стійкість, стан, коли почуття не заважають діяльності розуму. Очевидно, що на стоїків у цьому випадку вплинули східні релігійно-філософські погляди, вчення буддизму і джайнізму про нірвану як абсолютний спокій, який є найвищим щастям людської душі.
Щодо естетики стоїків, то вона була побудована на теорії моралі та космосу. Оскільки моральні цінності для стоїків були найвищими, то естетичні цінності повинні були підпорядковуватися їм. Стоїки традиційно визначали прекрасне як те, що включає як моральну, так і тілесну красу. Але, звичайно, красу моральну вони ставили набагато вище. Зенон стверджував, що мистецтво існує для того, щоб служити моральним цілям.

## Етика
Стародавніх стоїків часто неправильно розуміють, оскільки терміни, які вони використовували, стосувалися інших концепцій, ніж сьогодні. Відтоді слово «стоїк» стало означати «беземоційний» або байдужий до болю, тому що стоїчна етика навчала свободи від «пристрасті», дотримуючись «розуму». Стоїки не прагнули погасити емоції; скоріше, вони прагнули трансформувати їх за допомогою рішучої «аскези», яка дає змогу людині розвинути чітке судження та внутрішній спокій. Логіка, рефлексія та цілеспрямованість були методами такої самодисципліни, поміркованість поділяється на самоконтроль, дисципліну та скромність.
Для стоїків розум означав використання логіки та розуміння процесів природи — логосу або універсального розуму, притаманного всім речам. Жити відповідно до розуму і чесноти — означає жити в гармонії з божественним порядком Всесвіту, визнаючи загальний розум і істотну цінність усіх людей.
Чотири головні чесноти (aretai) стоїчної філософії є класифікацією, що походить від вчення Платона (Республіка IV. 426—435):
- Мудрість (грец. φρόνησις, «фронезис» або σοφία, «софія»; лат. prudentia «розсудливість» або sapientia «мудрість»).
- Мужність (грец. ανδρεία, «андрея»; лат. fortitudo «сила духу»).
- Справедливість (грец. δικαιοσύνη, «дикайозин»; лат. iustitia «справедливість»).
- Поміркованість (грец. σωφροσύνη, «софросинія»; лат. temperantia, «контроль»).

### Доктрина «байдужих речей»
Із погляду філософії речі, які є байдужими, перебувають поза застосуванням морального закону, тобто не мають тенденції ні сприяти, ні перешкоджати моральним цілям. Дії, які ні вимагаються, ні забороняються моральним законом або не впливають на мораль, називаються морально байдужими. Вчення про байдужі речі (adiaphora) виникло в стоїчній школі як наслідок її діаметральної опозиції чесноти й пороку. Внаслідок цієї дихотомії великий клас об'єктів залишався не присвоєним і тому вважався байдужим.
Згодом виникли три підкласи «байдужих речей»: речей, яким слід віддавати перевагу, оскільки вони допомагають життю відповідно до природи; речей, яких слід уникати, тому що вони цьому заважають; і речі байдужі у вужчому сенсі.

## Внесок стоїцизму
Стоїцизм здійснив значний вплив на філософську думку наступних віків. Ідеї школи сприйняв навіть батько західної церкви Тертулліан, великий знавець та критик античної філософії. Багато хто з мислителів надихалися ідеями стоїків, деякі з них давали критичну оцінку їхньому вченню. Так, Лейбніц ставив в заслугу стоїкам те, що вони довели принцип розбіжності, відзначав важливе значення моральних положень Стої для Нового часу. Кант високо цінував заклики стоїків до доброчесності, відзначаючи глибину проникнення у проблему морального обов'язку. Гегель виявив значну увагу до вчення стоїків, присвятивши йому цілий розділ в історії філософії та декілька сторінок «Феноменології духу». З іншого боку, Гегель критикує стоїцизм, називаючи його суб'єктивістським та формалістичним вченням, з позиції об'єктивного ідеалізму. А втім, ця критика показує, яким високим був рівень стоїцизму, до якого мислитель ставить вимоги новітнього часу. Гегель продовжив почату ще в античності Секстом Емпіриком традицію критичної історії філософії стоїків.
Інший значний внесок у вивчення стоїчної філософії зробив Карл Маркс, закликаючи розглядати її з історичної точки зору і звернути увагу на її діалектичний характер. Маркс вперше підкреслив динамізм стоїцизму, вважаючи, що гераклітівський погляд на природу — це принцип світогляду стоїка. Саме він звернув увагу на логіку стоїків. До серйозних досліджень загального характеру, в яких вчення стоїків розглядають як єдине ціле, слід віднести лекцію Едельштейна та монографію Гулда.
В сучасну історичну епоху виникає інтерес до форм світогляду, які формувалися в переломні періоди розвитку людства, переходу до нового соціального укладу. До таких періодів історії належить і епоха еллінізму, в яку сформувався стоїцизм як вчення грецької філософії самопізнання.
Загалом еволюція, яку пройшла Середня Стоя — найкращий доказ життєздатності вчення, етика якого була, очевидно, одна з найпрекрасніших творінь людського розуму в античну епоху.

## Сучасний стоїцизм
З кінця XX століття окремі ґрупи інтелектуалів намагаються переосмислити та відродити етичні ідеї стоїцизму відповідно до викликів сучасної епохи. Цей рух називається сучасним стоїцизмом, який не треба плутати з неостоїцизмом, аналогічною тенденцією XVII століття.
На основі ідей традиційного стоїцизму представники сучасного стоїцизму вивчають праці стоїків, намагаються відновити практичний характер стоїчної етики, шукають певні засади для визначення стоїцизму як ментальну основу людського розуму, яка дозволить досягти евдемонії.
Зараз цей проєкт містить кілька ґруп у Facebook, Reddit (із десятками тисяч учасників), численні блоги, консультантів-стоїків і сотні відео на Youtube, а також видаються книжки і проводяться «Стоїкони».
Серед популярних авторів, що пишуть про сучасний стоїцизм вирізняються такі: Ален де Боттон, Вільям Ірвин, Олівер Беркман, Раян Голідей, Массімо Пільюччі, Девід Фідлер.
В Україні спільноту сучасного стоїцизму представлено проєктом "PSYSK", який публікує щоденні статті, переклади, розвиває школу сучасного стоїцизму і проводить зустрічі молодих стоїків.